# Perlez
Perlez (en alfabet ciríl·lic serbi: Перлез) és un poble situat al municipi de Zrenjanin, al districte central del Banat de Sèrbia. Està situat a la província autònoma de Voivodina. El poble té una majoria ètnica sèrbia i la seva població el 2002 tenia 3.818 habitants. Al lloc de Perlez, el 1717, hi havia el poble de Siga amb 30 cases. Pocs anys després, al costat de Siga es va construir una fortificació anomenada Šanac. El 1752, el comte Perles, Francesc de Vilana-Perles, president de la tresoreria estatal de la província de Timisoara i fill del qui fou protonotari de la Corona Catalano-aragonesa Ramon Frederic de Vilana–Perles, secretari d'estat amb despatx universal i home de confiança de l'emperador arxiduc Carles VI, va construir un nou poble, a sota de la trinxera, que va rebre el nom de Perlasvaros. Els primers habitants eren serbis de la abolida frontera de Potiska i Pomoriški. "Sige" fou una parròquia ortodoxa del protoprezvirat de Beckerec el 1764. Siga va ser esmentada per última vegada com a Sanac Siga en les matrícules el 1791.